# Cyperus fendlerianus
Cyperus fendlerianus är en halvgräsart som beskrevs av Johann Otto Boeckeler. Cyperus fendlerianus ingår i släktet papyrusar, och familjen halvgräs. Inga underarter finns listade i Catalogue of Life.